# Giusto Traina

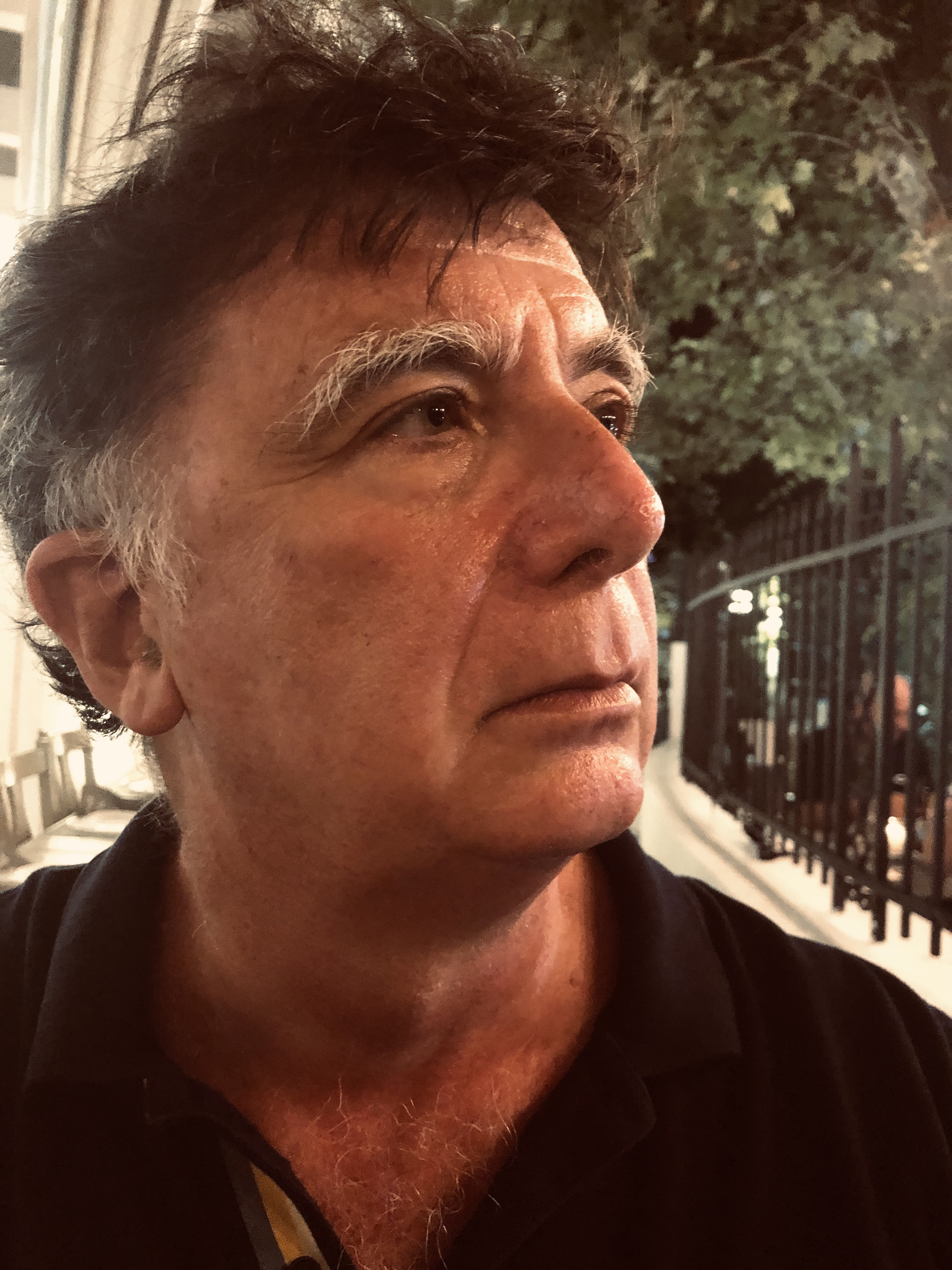
Traina nel 2021

Giusto Traina (Palermo, 19 settembre 1959) è uno storico italiano, esperto in storia romana.

## Biografia
Conseguito il Dottorato in storia antica nel 1990, Traina è stato ricercatore presso l'università di Perugia nel quinquiennio 1993-1998, poi professore associato e quindi ordinario di Storia Romana presso l'università di Lecce (1998-2001-2004), professore a contratto presso l'Università Paris VIII (2004-2007); incaricato del corso di armeno classico presso l'università cattolica di Lovanio (2004-2007), ordinario di storia greca presso l'università di Rouen (2007-2011). 
Dal settembre 2011 è ordinario di storia romana presso la Faculté de Lettres della Sorbonne Université. Dal 1º settembre 2014 al 31 agosto 2019 è stato membro dell'Institut Universitaire de France per un periodo di cinque anni; dal maggio 2023 è ordinario di Storia Romana presso il Dipartimento di Beni Culturali dell'università del Salento.
Ha diretto la sezione su Roma antica della Storia dell'Europa e del Mediterraneo della Salerno Editrice.
Dirige la Revue Internationale d'Histoire Militaire Ancienne (HIMA). È membro del comitato di redazione della rivista Le Muséon, e vice-direttore di Iran and the Caucasus.
Col libro La resa di Roma. Battaglia a Carre, 9 giugno 53 a.C. ha vinto nel 2011 il Premio "Cherasco Storia".

## Opere
- Le valli Grandi Veronesi in età romana. Contributo archeologico alla lettura del territorio, Biblioteca di studi antichi n.42, Pisa, Giardini, 1983, ISBN 978-88-427-1353-1.
- Ambiente e paesaggi di Roma antica, Roma, La Nuova Italia Scientifica, 1990, ISBN 978-88-430-0978-7.
- Il complesso di Trimalcione. Movsēs Xorenac‘i e le origini del pensiero storico armeno, Eurasiatica n.27, Università di Ca' Foscari, Dipartimento di studi eurasiatici, Casa editrice armena, Venezia, 1991.
- La tecnica in Grecia e a Roma, Roma-Bari, Laterza, 1994, 2000.
- Marco Antonio, Biblioteca essenziale n.49, Laterza, Roma-Bari, 2003, ISBN 978-88-420-6737-5; Collana Economica n.998, Laterza, 2022, ISBN 978-88-581-4855-6.
- 428 dopo Cristo. Storia di un anno, Collana Storia e Società, Roma-Bari, Laterza, 2007, ISBN 978-88-420-8135-7. [trad.: 428 AD. An Ordinary Year at the End of the Roman Empire, Princeton, Princeton University Press, 2009 (paperback, 2011); 428. Une année ordinaire à la fin de l’année de l’empire romain, Paris, Les Belles Lettres, 2009 (nouvelle édition actualisée : Fayard, Paris 2020); 428 después de Cristo. Historia de un año, Madrid, Akal, 2011; 428 μ.Χ.: Ιστορία μιας χρονιάς, Eikostou Protou, Athina, 2011]
- La resa di Roma. 9 giugno 53 a.C., battaglia a Carre, Collana Storia e Società, Roma-Bari, Laterza, 2010, ISBN 978-88-420-9423-4; Biblioteca Storica, Laterza, 2024, ISBN 978-88-581-5383-3.  [ed. francese: Carrhes, 9 juin 53 av. J.-C. Anatomie d’une bataille, Paris, Les Belles Lettres, 2011]
- Il piccolo Cesare, a cura di G. Traina Meacci e F. Serafini, Collana Celacanto, Roma-Bari, Laterza, 2014, ISBN 978-88-581-1168-0.
- La storia speciale. Perché non possiamo fare a meno degli antichi romani, Collana I Robinson. Letture, Roma-Bari, Laterza, 2020, ISBN 978-88-581-3982-0. [ed. francese: Histoire incorrecte de Rome, Paris, Les Belles Lettres, 2021 (ed. tascabile: Paris, Perrin, 2023)]
- Aldo Ferrari-G. Traina, Storia degli armeni, Collana Le vie della civiltà, Bologna, Il Mulino, 2020, ISBN 978-88-152-8739-7.
- La prima guerra mondiale della storia. Dall'assassinio di Cesare al suicidio di Antonio e Cleopatra (44-30 a.C.) (La guerre mondiale des Romains. De l’assassinat de Jules César à la mort d’Antoine et Cléopâtre, 2023), Collana I Robinson. Letture, Roma-Bari, Laterza, 2023, ISBN 978-88-581-5002-3.
- I Greci e i Romani ci salveranno dalla barbarie, Collana I Robinson. Fact Checking, Bari-Roma, Laterza, 2023, ISBN 978-88-581-5090-0.
- Imperium. Il potere dall'antica Roma ai moderni modelli politici, Milano, Solferino, 2023, ISBN 978-88-282-1145-7.
- Federico Santangelo-G. Traina, Il mondo dei Romani, Collana Piccola Biblioteca Einaudi. Mappe, Torino, Einaudi, 2024, ISBN 978-88-062-6053-8.

### Curatele
- (Dir.), Mondes en guerre. Tome I. De la préhistoire au Moyen Age, Paris, Passés Composés, 2019.
- (Dir. con Ricardo González Villaescusa e Jean-Pierre Vallat), Les mondes romains. Questions d'archéologie et d'histoire, Paris, Ellipses, 2020.
- (Dir. con Pierre Cosme, Jean-Christophe Couvenhes, Sylvain Janniard e Michèle Virol), Le récit de guerre comme source d’histoire, de l’Antiquité à nos jours, Besançon, Presses Universitaires de Franche-Comté, 2022.
- (Dir.), Le fonti della storia antica, Bologna, Il Mulino, 2023.